# Kentriki kai Notia Naxοs: Zas kai Vigla eos Mavrοvouni kai Thalassia Zoni (ormοs Karades - ormοs Moutsounas)
Kentriki kai Notia Naxοs: Zas kai Vigla eos Mavrοvouni kai Thalassia Zoni (ormοs Karades - ormοs Moutsounas) este o arie protejată (arie specială de conservare — SAC, sit de importanță comunitară — SCI) din Grecia întinsă pe o suprafață de 9.051,77 ha, integral pe uscat.

## Localizare
Centrul sitului Kentriki kai Notia Naxοs: Zas kai Vigla eos Mavrοvouni kai Thalassia Zoni (ormοs Karades - ormοs Moutsounas) este situat la coordonatele 36°56′57″N 25°27′48″E / 36.949211°N 25.463318°E.

## Înființare
Situl Kentriki kai Notia Naxοs: Zas kai Vigla eos Mavrοvouni kai Thalassia Zoni (ormοs Karades - ormοs Moutsounas) a fost declarat sit de importanță comunitară în aprilie 1997 pentru a proteja 5 specii de animale. Situl a fost protejat și ca arie specială de conservare în martie 2011.

## Biodiversitate
Situată în ecoregiunile marină mediteraneană și mediteraneană, aria protejată conține 20 de habitate naturale: Estuare, Lagune de coastă, Golfuri mici largi și golfuri puțin adânci, Recifuri, Faleze cu vegetație de Limonium spp. endemic de pe coastele mediteraneene, Pășuni mediteraneene udate de apa mării (Juncetalia maritimi), Tufărișuri halofile mediteraneene și termo-atlantice (Sarcocornetea fruticosi), Dune mobile cu vegetație embrionară, Dune mobile de-a lungul țărmului cu Ammophila arenaria („dune albe”), Depresiuni intradunale umede, Dune de coastă cu Juniperus spp., Iazuri temporare mediteraneene, Râuri mediteraneene cu debit intermitent, cu specii de Paspalo-Agrostidion, Matorral arborescenți cu Juniperus spp., Sarcopoterium spinosum phryganas, Pante stâncoase calcaroase cu vegetație casmofită, Pante stâncoase silicioase cu vegetație casmofită, Peșteri inaccesibile publicului, Păduri de Platanus orientalis și Liquidambar orientalis (Platanion orientalis), Galerii și tufărișuri riverane sudice (Nerio-Tamaricetea și Securinegion tinctoriae).
La baza desemnării sitului se află mai multe specii protejate:
- mamifere (1): delfin mare (Tursiops truncatus)
- nevertebrate (1): Euplagia quadripunctaria
- reptile (3): Chelonia mydas, șarpele cu patru dungi (Elaphe quatuorlineata), Mauremys rivulata

Pe lângă speciile protejate, pe teritoriul sitului au mai fost identificate 21 de specii de plante, 2 specii de amfibieni, 5 specii de mamifere, 1 specie de nevertebrate, 9 specii de reptile.